# ラカーユ9352
ラカーユ9352  (Lacaille 9352) は、太陽系からみなみのうお座の方向に約10.7光年離れた位置にある赤色矮星である。グリーゼ887やHD 217987とも呼ばれる。

## 特徴
| 太陽 | ラカーユ9352 |
| ---- | ------------ |
| 太陽 | Exoplanet    |

この恒星は変光星の可能性があり、ニコラ・ルイ・ド・ラカーユによって作成された恒星図に記載されている恒星のひとつである。既知の恒星の中でも特に固有運動が大きく、この恒星の固有運動の記録は1881年にアメリカの天文学者ベンジャミン・グールドによって初めて発表された。質量と半径は共に太陽のおよそ半分である。見かけの明るさは7等級であり、肉眼では観測できない。
ラカーユ9352に一番近い恒星はみずがめ座EZ星系で、4.1光年離れている。ラカーユ9352はカプタイン星などと共に、赤色矮星としては初めて角直径が測定された恒星の一つとして知られている。

## 惑星系
2000年に発表されたハッブル宇宙望遠鏡を使用して行った研究では、ラカーユ9352の周辺で褐色矮星や木星型惑星は発見されなかった。恒星から0.22 au離れた位置に地球型惑星があれば、液体の水が存在するのに十分な熱を得られると考えられている。
2020年6月にドップラー分光法による観測で、ラカーユ9352の周囲を公転するスーパーアースサイズの惑星が2つ発見された。公転周期はそれぞれ9.3日と21.8日で公転で、また50日周期で公転するもう一つのスーパーアースの存在が示唆されている。なお、まだ未確認の3番目の惑星はハビタブルゾーン内に存在している可能性がある。ラカーユ9352は他の多くの赤色矮星とは異なり、恒星活動が穏やかであるため、ラカーユ9352の惑星は地球よりも多くの光を主星から受けているにも関わらず、放出された恒星風による宇宙空間への惑星の大気の散逸が起きていない可能性がある。
| 名称 （恒星に近い順） | 質量            | 軌道長半径 （天文単位） | 公転周期 (日)       | 軌道離心率      | 軌道傾斜角 | 半径 |
| --------------------- | --------------- | ----------------------- | ------------------- | --------------- | ---------- | ---- |
| b                     | ≥4.2 ± 0.6 M⊕   | 0.068 ± 0.002           | 9.262 ± 0.001       | 0.09+0.09 −0.06 | —          | —    |
| c                     | ≥7.6 ± 1.2 M⊕   | 0.120 ± 0.004           | 21.789+0.004 −0.005 | 0.22+0.09 −0.10 | —          | —    |
| d (未確認)            | ~8.3（仮定） M⊕ | —                       | ~50.7               | 0.25+0.20 −0.15 | —          | —    |